# Gist
Gisten zijn eencellige, eukaryote micro-organismen die behoren tot het rijk van de schimmels. Een bekende vertegenwoordiger is de gewone biergist, ook wel bakkersgist, brouwersgist of wijngist (wetenschappelijke naam: Saccharomyces cerevisiae). Gisten behoren tot de Eukaryoten, in tegenstelling tot bacteriën, doordat ze een celkern bezitten.
Gisten van het geslacht Saccharomyces en sommige andere zijn in staat om glucose te ontleden en deze om te zetten in alcohol en koolzuurgas. Het metabolisme van S. cerevisiae (biergist) is aeroob of anaeroob.
Onder anaerobe omstandigheden is de alcoholproductie maximaal, onder aerobe omstandigheden is de groei en vermenigvuldiging het hoogst. De reacties die bij alcoholproductie plaatsvinden leveren ten opzichte van oxidatie van glucose (met zuurstof) weinig energie op: 2 moleculen ATP per molecuul glucose onder anaerobe omstandigheden en tot 38 moleculen ATP onder aerobe omstandigheden. Onder anaerobe omstandigheden wordt er dus veel meer glucose verbruikt voor dezelfde hoeveelheid ATP als er bij aerobe omstandigheden geproduceerd wordt uit één glucosemolecuul.
De anaerobe brutoreactie waarbij glucose omgezet wordt in ethanol en koolstofdioxide luidt:
{\displaystyle {\ce {C6H12O6 -> 2 C2H5OH + 2 CO2}}}

## Gist bij voedselprocessen

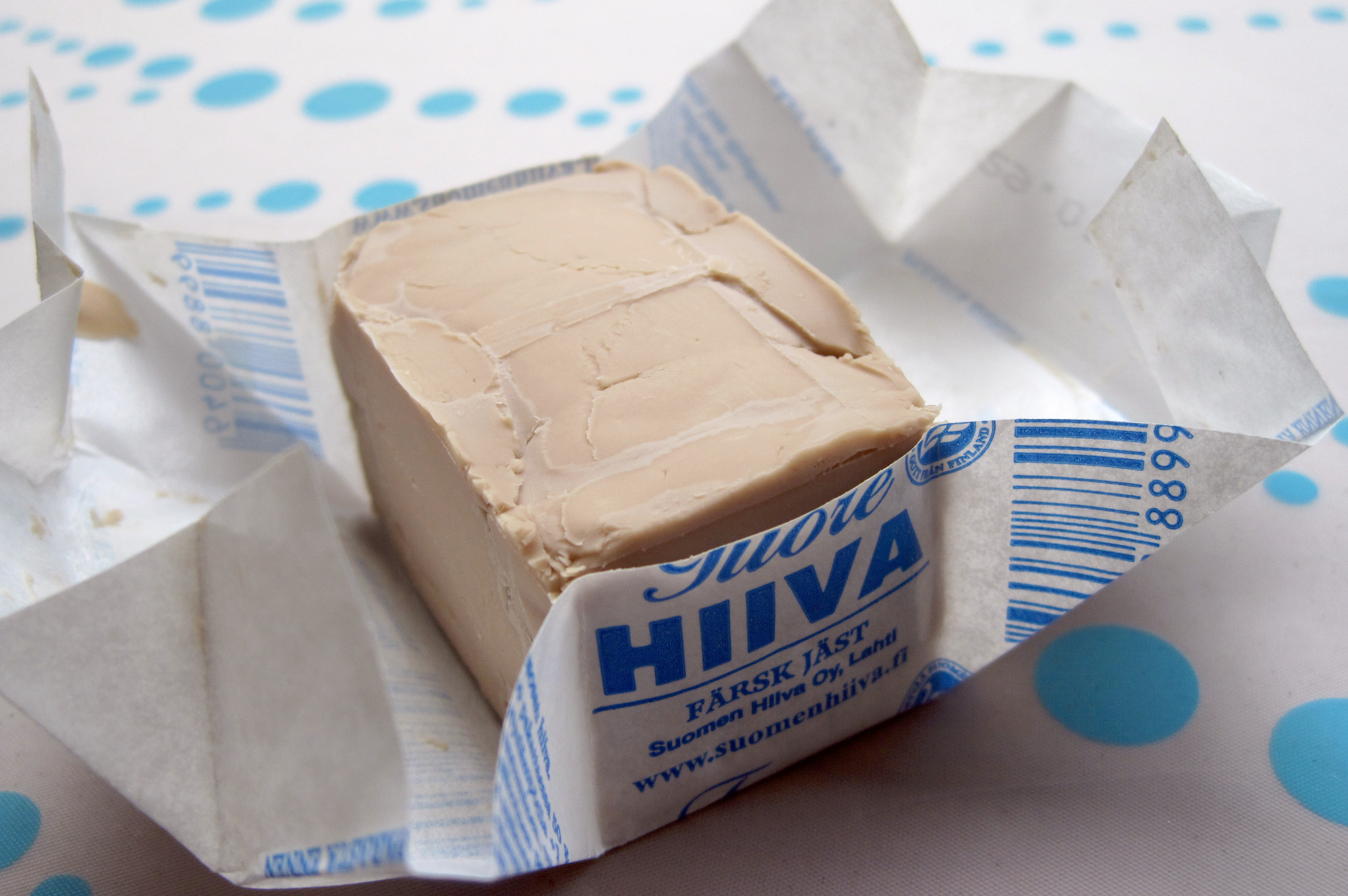
Verse gist, te koop in blokjes.

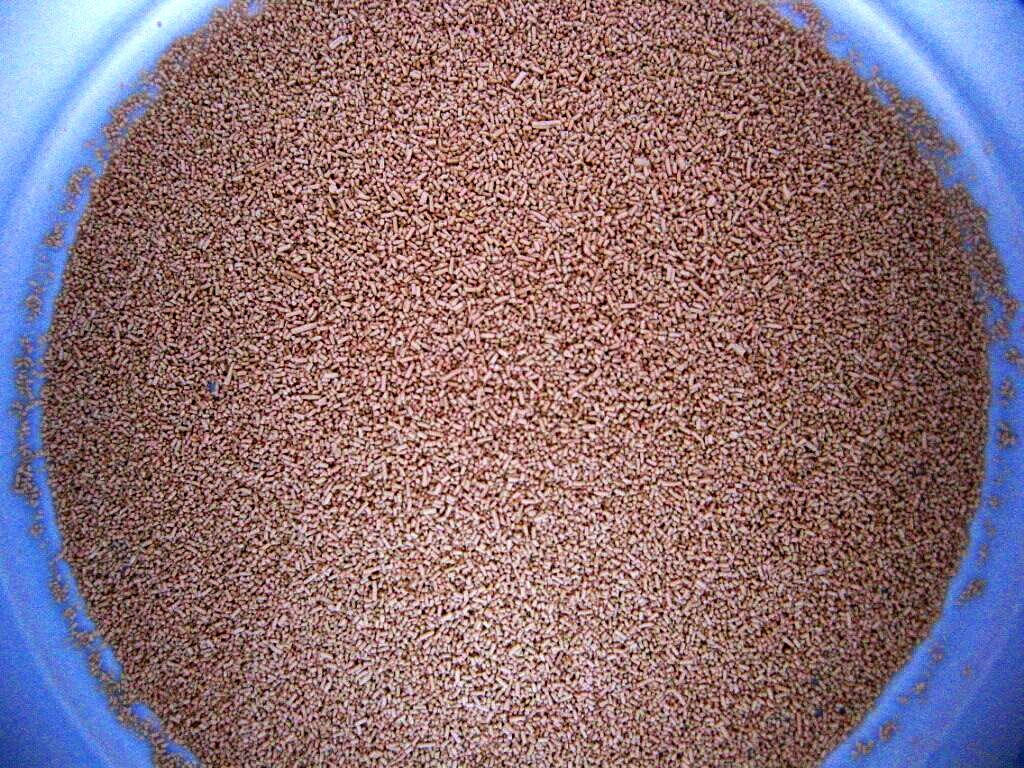
Droge gist: langwerpige korreltjes, te koop in zakjes.

Gist is in staat om glucose om te zetten in alcohol en koolzuur.

### Brood
Bij het bakken van brood wordt gebruikgemaakt van de omzetting naar koolzuurgas, om het deeg te laten rijzen. Het koolzuurgas nestelt zich tegen het gluten en duwt het zo naar boven. Bovendien verandert gist de smaak van het brood. Door het op verschillende manieren te laten rijzen kunnen verschillende broodsmaken worden gemaakt met andere eigenschappen.
Door het deeg meer en langer te laten rijzen krijgt het brood een beter aroma. De kleine hoeveelheid geproduceerde ethanol - in dit geval een nevenproduct - verdampt vrij snel tijdens het bakken.

### Alcoholische dranken
Gist wordt bij de drankenbereiding vooral gebruikt vanwege het andere eindproduct, alcohol. In sommige wijnen (bijvoorbeeld champagne) en in bier vervult ook het koolzuur overigens een belangrijke rol. Niet alle suikers zijn door gist afbreekbaar; veel gisten kunnen bijvoorbeeld pentosen niet verwerken. Bij vergisting van druivensap of most (bij wijn) of wort (bij bier) vindt eerst een aeroob stadium plaats, waarin het product gist in open kuipen onder toetreding van zuurstof, en de gistcellen zich snel vermenigvuldigen. Bij witte wijn en rosé wordt de fase van gisting in een open kuip echter geheel of grotendeels overgeslagen. Bij een concentratie van ca 100 miljoen gistcellen per ml wordt de gistkuip hermetisch gesloten en voltrekt het verdere proces zich anaeroob, waarbij door een waterslot het koolzuurgas wel kan ontsnappen, maar geen zuurstof kan toetreden.
De gist-stam, de vergistingstemperatuur, de vergistingsduur, het gehalte aan suikers, de zuurgraad en andere factoren hebben grote invloed op de smaak van het eindproduct. Hoewel de gist die wordt gebruikt voor wijn, bier en brood biologisch gezien tot één soort behoort, bestaan er zeer belangrijke verschillen in de gebruikte stammen en zijn deze niet onderling uitwisselbaar als men een smakelijk product wil krijgen. De gebruikte gist levert een belangrijke bijdrage aan het aroma van het eindproduct. Voor bier worden ook wel andere gisten gebruikt dan S. cerevisiae. S. pastorianus (synoniem: S. carlsbergensis) wordt gebruikt voor ondergistende bieren. Bij de bierbereiding onderscheidt men bovengistende, ondergistende en spontaan gistende varianten. In het eerste geval bevindt de gist zich vooral in de gistende oplossing en in het schuim en temperatuur boven de 15° Celsius, in het tweede geval ligt het vooral op de bodem van het vat en bij een temperatuur beneden de 7° Celsius. Ales worden bijvoorbeeld bovengistend, ongekoeld, bereid, terwijl pilsener bieren ondergistend, gekoeld, worden bereid.

### Koffie en chocolade
Het vergisten van koffie- en cacaobonen is essentieel voor de typische smaken en aroma's van deze producten. Natuurlijke fermentatie door omgevingsgisten creëert 'voorloperstoffen' die door roostering worden omgezet. De grote diversiteit van de giststammen wordt tegenwoordig soms gestroomlijnd door menselijk ingrijpen.

### Marmite
In gist komt van nature veel L-glutamaat voor dat een hartige smaak geeft. In marmite zijn de gistcellen kapotgemaakt waardoor de L-glutamaat vrijkomt.

## Voortplanting
Sommige gisten (splijtingsgisten) delen zich; S. cerevisiae plant zich echter, net als de meeste andere soorten gisten vooral vegetatief voort door knopvorming. Op het celmembraan ontstaat een uitstulping, een knopje, dat groeit. De celkern deelt zich en een van de beide kernen verplaatst zich naar de knop. Hierna snoert de knop zich af. Dit proces treedt onder optimale omstandigheden iedere 80 minuten op. Geslachtelijke voortplanting met uitwisseling van genetisch materiaal tussen twee gistcellen is ook mogelijk.

## Voedingseisen en optimale groeiomstandigheden
Gistsoorten hebben een temperatuuroptimum dat gewoonlijk tussen 15° en 30° Celsius ligt. Verschillende soorten en typen kunnen hierin verschillen, wijnboeren en bierbrouwers maken daar gebruik van. Voor groei zijn verder assimileerbare stikstof, sporenelementen, bepaalde vitaminen en soms vetzuren nodig. Koolzuurgas, hoge concentraties suikers, zware metalen en sterke alcoholen remmen het groeiproces af. De pH moet bij voorkeur liggen tussen 3,5 en 5,5 (licht zuur). Wijngist is geselecteerd op hoge bestendigheid tegen alcohol en hoge suikerconcentraties. Hij heeft bij voorkeur een vrij lage pH en een hoge bestendigheid tegen het conserveermiddel SO3- (sulfiet) omdat daarmee de groei van wilde gisten en schimmels in most wordt tegengegaan. Vijftien procent ethanol is gewoonlijk de maximum concentratie die door vergisting kan worden bereikt. Daarboven sterven de gistcellen. Er zijn echter speciale gisten die tot 20% kunnen gaan.

## Gist als laboratoriumorganisme
In 1996 werd het genoom van S. cerevisiae als eerste eukaryoot vastgesteld. Het genoom bestaat uit plm. 12 miljoen baseparen verdeeld over 16 chromosomen. Er zijn er 6.275 genen gevonden. In 2017 slaagde men er in om 5 van de 16 chromosomen in het laboratorium te synthetiseren en in de gistcel te laten functioneren. Het doel is om het hele genoom van gist te synthetiseren.
Gist is een veelgebruikte soort bij genetische experimenten. Vele geneesmiddelen worden via de recombinant-DNA-techniek met behulp van gist geproduceerd.